# القرانح (مذيخرة)

تعديل مصدري - تعديل

القرانح محلة تابعة لقرية سوق النجد، التابعة لعزلة حليان بمديرية مذيخرة إحدى مديريات محافظة إب في الجمهورية اليمنية.، بلغ تعداد سكانها 109 حسب تعداد اليمن لعام 2004.